# 陽のあたる場所 (1982年のテレビドラマ)
『陽のあたる場所 野望の階段をかけあがる青年の愛と殺意』は、TBS系列の『ザ・サスペンス』第1回目で1982年4月10日に放映された2時間ドラマ。

## キャスト
- 倉雄 - 沢田研二
- 園生 - 夏目雅子
- 義介 - 北村和夫
- 護 - 世良公則
- ルイ子 - 森下愛子
- 杉田かおる、佐々木すみ江、平田昭彦、東恵美子、川上夏代、春江ふかみ、島村徹、鶴田忍、西村淳二、池田和歌子、保科三良、山本三枝子、小野敦子、福島俊幸、泉竜、川戸貴文、桑原一人、代田鑑之、宇野沢友美、若駒グループ、高橋レーシングチーム、エンゼル・プロ

## スタッフ
- 原作 - シオドア・ドライサー『アメリカの悲劇』
- 音楽 - 佐藤允彦
- 脚本 - 田村孟
- 監督 - 龍至政美
- プロデューサー - 鈴木淳生、龍至政美
- 制作 - TBS